# Kelly Shaefer
Kelly Shaefer (ur. 13 września 1968 w Cincinnati w stanie Ohio) – amerykański muzyk, kompozytor, wokalista i autor tekstów. Shaefer działalność artystyczną rozpoczął w 1984 roku w zespole Oblivion. Rok później formacja została przekształcona w R.A.V.A.G.E.. Około 1988 roku grupa przyjęła nazwę Atheist. Wraz z zespołem do 2010 roku nagrał cztery albumy studyjne: Piece of Time (1990), Unquestionable Presence (1991), Elements (1993) oraz Jupiter (2010).
Podczas przerwy w działalności Athiest Shaefer założył zespół Neurotica z którym nagrał trzy płyty: Seed (1998), Living in Dog Years (1999) oraz Neurotica (2002). W 2002 roku Shaefer brał udział w przesłuchaniach na stanowisko wokalisty w hardrockowym zespole Velvet Revolver, nim jej skład uzupełnił Scott Weiland. Rok później brał także udział w przesłuchaniach na stanowisko wokalisty w zespole Drowning Pool.
Muzyk współpracował ponadto z grupami Unheard i Pyroclastic. W latach 90. zachorował na zespół cieśni nadgarstka co uniemożliwiło Shaeferowi grę na gitarze podczas koncertów.
Poza działalnością artystyczną muzyk prowadzi bar.

## Dyskografia
| Występy gościnne - Sepultura - Beneath the Remains (1989, gościnnie śpiew w utworze „Stronger Than Hate” oraz autor tytułu piosenki „Inne Self”) - Benediction - Killing Music (2008, Nuclear Blast) - Monstrosity - Spiritual Apocalypse (2007, Conquest) |  | Neurotica - Seed (1998, Newtown Music) - Living in Dog Years (1999, Newtown Music) - Neurotica (2002, Smackdown, Koch International) |